# Menachem Mendel Krochmal
Menachem Mendel ben Awrum Krochmal (geboren ca. um 1600 in Krakau; gestorben am 2. Januar 1661 in Nikolsburg) war ein mährischer Landesrabbiner und ein überregional bekannter und berühmter Talmudgelehrter des 17. Jahrhunderts.

## Leben und Werke
In seiner Geburtsstadt Krakau begann er seine Ausbildung und lernte bei den Gelehrten Joel Serkes und David ben Schmuel HaLevi. In jungen Jahren fungierte er als rabbinischer Richter und konnte später seine eigene Talmudschule in Krakau gründen.
1636 zog er nach Kremsier in Mähren und wurde Rabbiner der dortigen jüdischen Gemeinde, bis er im Jahr 1645 nach Krakau zurückkehrte und Rabbiner in Prossnitz wurde. 1650 zog er als Gemeinde- und Oberrabbiner Mährens nach Nikolsburg. Während seiner Amtszeit veröffentlichte er die Schai Takanot oder die 311 Verordnungen, die als eine Art Gesetzblatt für die jüdischen Gemeinden galten und von Maria Theresia akzeptiert und auf Deutsch übersetzt wurden.
Da er als Rabbiner die Position eines Richters innehatte, wurde er Verfasser von „responsa“ oder „sche´elot u teschuvot“ (Responsensammlungen, Fragen und Antworten während gerichtlichen Prozessen), die er in seinem Werk, Tsemah tsedek (Gerechter Spross), sammelte. Das Werk wurde von seinem Sohn, Arijeh Jehudah Lejb, im Jahr 1675 veröffentlicht und gilt als historisch wichtige Quelle, da es einen Einblick in das innere Leben der Gemeinden gewährt. Tsemah tsedek errang großen Einfluss auf die Rechtsenscheidungen der Rabbiner.
Krochmals Werk berichtet über die außergewöhnlichen Zustände der Gemeinden während des Dreißigjährigen Krieges, unter anderem über das Verschwinden von Ehemännern oder Ehefrauen und die daraus entstehenden komplizierten Probleme bei Scheidungen nach  halachischem Recht.
In Nikolsburg schulte er seinen Schwiegersohn Gerschon Ulif Aschkenasi, der nach Krochmals Tod seinen Platz einnahm uns später Rabbiner Wiens wurde. Sein Sohn Arije Jehuda Lejb wurde nach ihm Landesrabbiner Mährens.
Am 2. Jänner 1661 starb Menachem Mendel Krochmal eines natürlichen Todes in Nikolsburg.